# Chi - Casa dolce casa
Chi - Casa dolce casa (チーズスイートホーム?, Chīzu Suīto Hōmu) è manga seinen scritto e disegnato da Kanata Konami e pubblicato tra il 2004 e il 2015 in dodici volumi tankōbon, da cui è stata tratta una serie televisiva anime coprodotta da Hakuhodo DY Media Partners e Madhouse. La serie è composta da 104 episodi della durata di quasi 2 minuti e mezzo l'uno ed è andata in onda su TV Tokyo nel 2008, poi è seguita con una seconda serie andata in onda nel 2009 e un episodio OAV pubblicato nel 2010. Dal 2 ottobre 2016 al 24 settembre 2017, è stata trasmessa in Giappone una serie anime in computer grafica prodotta da Marza Animation Planet.
In Italia il manga è stato pubblicato da Panini Comics sotto l'etichetta Planet Manga dal 27 aprile 2013 al 12 marzo 2016, mentre la prima serie animata è stata importata dalla Dynit ed è composta da 26 episodi da 10 minuti l'uno: ogni episodio italiano contiene 4 episodi originali. La serie è andata in onda su JimJam dal 7 novembre 2012 e successivamente in chiaro dal 1º gennaio 2014 sul canale digitale terrestre Ka-Boom e su Rai 2 dal 18 settembre 2017. Le due serie successive e l'episodio OAV invece sono attualmente inedite.

## Trama
Una gattina si perde durante una passeggiata con la madre e i suoi fratelli. Un bambino di nome Yohei trova la gattina la porta a casa e la chiama Chi. Non potendo tenere animali nell'appartamento la famiglia Yamada tenta di trovarle una sistemazione, ma alla fine decide di adottarla rischiando lo sfratto. Nella serie Chi, non potendo parlare, passa il tempo a descrivere quello che succede con il pensiero, lasciando spazio a lunghi monologhi pieni di considerazioni astratte. Chi qualche volta incontra un animale e dialoga con lui chiedendogli un sacco di cose.

## Personaggi

### Famiglia Yamada
Chi (チー?)
Un American shorthair.
Yohei Yamada (山田 ヨウヘイ?, Yamada Yōhei)
Papà (おとうさん?, Otousan) / Kento Yamada (山田 ケント?, Yamada Kento)
Mamma (おかあさん?, Okaasan) / Miwa Yamada (山田 ミワ?, Yamada Miwa)

### Personaggi secondari
Nerone (ヒグマ猫?, Higuma neko)
Un gatto nero.
Proprietaria dell'appartamento
Vicina

## Media

### Manga
Chi - Casa dolce casa è stato scritto e disegnato da Konami Kanata e serializzato da Kōdansha sulla rivista Weekly Morning dal 22 novembre 2004 al 23 giugno 2015. I capitoli sono stati poi raccolti in dodici volumi tankōbon. L'edizione italiana è stata edita da Panini Comics sotto l'etichetta Planet Manga dal 27 aprile 2013 al 12 marzo 2016 in un'edizione completamente a colori e con il senso di lettura all'occidentale.

### Anime

#### Episodi

Copertina del primo DVD italiano, raffigurante Chi

| Nº | Titolo italiano Giapponese 「Kanji」 - Rōmaji | In onda                             | In onda |
| Nº | Titolo italiano Giapponese 「Kanji」 - Rōmaji | Giapponese                          |         |
| 1  | Chi rimane sola 「チー、迷子になる.」 - Chii, maigo ni naru.Chi viene presa 「チー、拾われる.」 - Chii, hirowareru.Chi fa il bagno 「チー、ひどい目にあう.」 - Chii, hidoi me ni au.Chi dimentica 「チー、忘れる.」 - Chii, wasureru. | 31 marzo-1º-2-3 aprile 2008         |         |
| 2  | Chi inizia 「チー、始める.」 - Chii, hajimeru.Chi continua 「チー、続ける.」 - Chii, tsuzukeru.Una delusione per Chi 「チー、がっかりする.」 - Chii, gakkari suru.Chi ha un nome 「チー、理解する.」 - Chii, rikai suru. | 7-8-9-10 aprile 2008                |         |
| 3  | Chi ricorda 「チー、思い出す.」 - Chii, omoidasu.Chi sogna 「チー、夢を見る.」 - Chii, yumewomiru.Una nuova famiglia per Chi 「チー、引き取られる.」 - Chii, hikitorareru.Chi rimane a casa 「チー、決まる.」 - Chii, kimaru. | 14-15-16-17 aprile 2008             |         |
| 4  | Chi e le palline 「チー、興奮する.」 - Chii, koufunsuru.Chi vuole la luna 「チー、もらう.」 - Chii, morau.Chi è felice 「チー、遊ぶ.」 - Chii, asobu.Chi al lavoro 「チー、邪魔する.」 - Chii, jamasuru. | 21-22-23-24 aprile 2008             |         |
| 5  | La fuga di Chi 「チー、逃げ出す.」 - Chii, nigedasu.Chi se ne va in giro 「チー、散歩する.」 - Chii, sanposuru.Chi va al parco 「チー、探検する.」 - Chii, tansakusuru.Chi rimane sola 「チー、再び迷子になる.」 - Chii, futatabi maigo ni naru.                                                                                            | 28-29-30 aprile 2008-1º maggio 2008 |         |
| 6  | Chi va dal dottore - Prima parte 「チー、病院に行く.(前編)」 - Chii, byouin ni iku. (zenpen)Chi va dal dottore - Seconda parte 「チー、病院に行く.(中編)」 - Chii, byouin ni iku. (chuuhen)Chi va dal dottore - Terza parte 「チー、病院に行く.(後編)」 - Chii, byouin ni iku. (kouhen)Chi odia il papà 「チー、嫌がる.」 - Chii, iya garu. | 5-6-7-8 maggio 2008                 |         |
| 7  | Chi ama i jeans di papà 「チー、こだわる.」 - Chii, kodawaru.Chi ama i jeans alla moda 「チー、選ぶ.」 - Chii, erabu.Chi ed il tiragraffi 「チー、誤解する.」 - Chii, gokai suru.Chi ed il tagliaunghie 「チー、爪を切られる.」 - Chii, tsume wo kirareru.                                                                                  | 12-13-14-15 maggio 2008             |         |
| 8  | Chi vuole uscire 「チー、足止めする.」 - Chii, ashidome suru.Chi è da sola in casa! 「チー、釣られる.」 - Chii, tsurareru.Chi bada alla casa - Prima parte 「チー、留守番する(前編).」 - Chii, rusuban suru (zenpen).Chi bada alla casa - Seconda parte 「チー、留守番する(後編).」 - Chii, rusuban suru (kouhen).                          | 19-20-21-22 maggio 2008             |         |
| 9  | Chi curiosa! 「チー、見つける.」 - Chii, mitsukeru.Chi e la finestra 「チー、見たがる.」 - Chii, mitagaru.Chi si affaccia! 「チー、見る.」 - Chii, miru.Chi, ti hanno vista! 「チー、見つけられる.」 - Chii, mitsukerareru. | 26-27-28-29 maggio 2008             |         |
| 10 | Chi è in cerca di cibo 「チー、感動する.」 - Chii, kandou suru.Chi all'attacco 「チー、けんかする.」 - Chii, kenka suru.Chi e le bolle di sapone 「チー、お風呂に入る.」 - Chii, wo furo ni hairu.Sogni d'oro per Chi 「チー、対決する.」 - Chii, taiketsu suru.                                                                            | 2-3-4-5 giugno 2008                 |         |
| 11 | Chi è coraggiosa 「チー、固まる.」 - Chii, katamaru.Un altro incontro per Chi 「チー、出会う.」 - Chii, deau.Chi è un bel bocconcino 「チー、食べられる.」 - Chii, taberareru.Chi rimane senza cena 「チー、報告する.」 - Chii, houkoku suru.                                                                                               | 9-10-11-12 giugno 2008              |         |
| 12 | Un po' di attenzioni per Chi 「チー、かまわれたがる.」 - Chii, kamawa re tagaru.Chi viene esclusa 「チー、まんなかに来る.」 - Chii, mannaka ni kuru.Chi e lo scotch 「チー、ひっつかれる.」 - Chii, hittsuka reru.Chi combina guai 「チー、知らんぷりする.」 - Chii, shiranpuri suru.                                                       | 16-17-18-19 giugno 2008             |         |
| 13 | Chi insegue 「チー、いつもと違う.」 - Chii, itsumo to chigau.Chi impara! 「チー、いっしょに眠る.」 - Chii, issho ni nemuru.Chi segue il sole 「チー、遊んでもらう.」 - Chii, ason de morau.Chi ritrova casa 「チー、困らせる.」 - Chii, komara seru.                                                                                        | 23-24-25-26 giugno 2008             |         |
| 14 | Chi si ribella 「チー、追跡する.」 - Chii, tsuiseki suru.Chi resiste 「チー、かくれんぼする.」 - Chii, kakurenbo suru.Chi scappa di casa 「チー、さすらう.」 - Chii, sasurau.Un premio per Chi 「チー、お家に帰る.」 - Chii, oie ni kaeru.                                                                                                  | 30 giugno 2008-1º-2-3 luglio 2008   |         |
| 15 | Chi è dispettosa 「チー、反抗する.」 - Chii, hankou suru.Chi rimane chiusa fuori 「チー、脱出する.」 - Chii, dasshutsu suru.Chi è sorpresa 「チー、いじける.」 - Chii, ijikeru.Chi e la luce 「チー、仲間をみつける.」 - Chii, nakama o mitsukeru.                                                                                          | 7-8-9-10 luglio 2008                |         |
| 16 | Chi non gioca 「チー、よりそう.」 - Chii, yorisou.Chi resta vicino 「チー、そばに居る.」 - Chii, soba ni iru.Chi fa il tiro alla fune 「チー、ふりまわす.」 - Chii, furimawasu.Chi tormenta 「チー、困らせる.」 - Chii, komaraseru. | 14-15-16-17 luglio 2008             |         |
| 17 | Chi e lo spuntino 「チー、ほしがる.」 - Chii, hoshigaru.Chi si infuria! 「チー、ふてくされる.」 - Chii, futekusareru.Chi trova 「チー、探しあてる.」 - Chii, sagashiateru.Chi impasta 「チー、ふみふみする.」 - Chii, fumifumisuru. | 21-22-23-24 luglio 2008             |         |
| 18 | Chi ed il latte! 「チー、頭をつかう.」 - Chii, atama wo tsukau.Una cenetta per Chi! 「チー、味見する.」 - Chii, ajimi suru.Chi mangia troppo 「チー、食べすぎる.」 - Chii, tabesugiru.La speranza di Chi! 「チー、囲む.」 - Chii, kakomu.                                                                                                   | 28-29-30-31 luglio 2008             |         |
| 19 | Chi perde il pelo 「チー、毛を飛ばす.」 - Chii, ke wo tobasu.Chi viene spazzolata 「チー、ブラッシングされる.」 - Chii, burasshingu sareru.Chi ama essere spazzolata 「チー、好きになる.」 - Chii, suki ni naru.Chi rompe 「チー、壊す.」 - Chii, kowasu.                                                                                   | 4-5-6-7 agosto 2008                 |         |
| 20 | Chi non capisce 「チー、噛み合わない.」 - Chii, kamiawanai.Chi si nasconde 「チー、隠す.」 - Chii, kakusu.Chi continua a nascondersi 「チー、もっと隠す.」 - Chii, motto kakusu.Chi viene trovata 「チー、見つかる.」 - Chii, mitsukaru. | 11-12-13-14 agosto 2008             |         |
| 21 | Chi impara 「チー、教わる.」 - Chii, osowaru.Chi fallisce 「チー、失敗する.」 - Chii, shippaisuru.Chi e il nuovo gioco 「チー、勝負する.」 - Chii, shoubusuru.Chi viene vista 「チー、目撃される.」 - Chi, mokugeki sareru. | 18-19-20-21 agosto 2008             |         |
| 22 | Chi apre la finestra 「チー、開ける.」 - Chi, akeru.Un nascondiglio per Chi 「チー、隠れる.」 - Chi, kakureru.Chi rimane nascosta 「チー、もっと隠れる.」 - Chi, motto kakureru.Chi distrae 「チー、仲裁する.」 - Chi, chuusai suru. | 25-26-27-28 agosto 2008             |         |
| 23 | Chi fa la modella 「チー、撮られる.」 - Chi, torareru.Attacco a sorpresa per Chi 「チー、襲撃される.」 - Chi shuugeki sareru.Chi si diverte 「チー、気に入る.」 - Chi ki ni iru.Una nuova amica per Chi 「チー、意気投合する.」 - Chi ikitougou suru.                                                                                       | 1°-2-3-4 settembre 2008             |         |
| 24 | Chi se ne va in giro 「チー、習う.」 - Chi, narau.Chi scappa 「チー、追いつめられる.」 - Chi, oitsumerareru.Un rifugio per Chi 「チー、休憩する.」 - Chi, kyuukei suru.Chi salta 「チー、学ぶ.」 - Chi, manabu. | 8-9-10-11 settembre 2008            |         |
| 25 | Chi fa del suo meglio! 「チー、励む.」 - Chi, hagemu.Chi si sente sola 「チー、切望する.」 - Chi, setsubou suru.Chi vuole uscire 「チー、待つ.」 - Chi, matsu.Chi supplica 「チー、懇願する.」 - Chi, kongan suru. | 15-16-17-18 settembre 2008          |         |
| 26 | Una visita per Chi 「チー、約束する.」 - Chi, yakusoku suru.Chi saluta 「チー、見送る.」 - Chi, miokuru.Chi piange 「チー、泣く.」 - Chi, naku.Una scoperta per Chi 「チー、発見する.」 - Chi, hakken suru. | 22-23-24-25 settembre 2008          |         |

#### Doppiaggio
L'edizione italiana appartiene a Dynit che ha affidato il doppiaggio a CD Cine Dubbing sotto la direzione di Daniela Debolini e Fabio Marozzi in qualità di assistente.
| Personaggio                    | Doppiatore originale | Doppiatore italiano  |
| ------------------------------ | -------------------- | -------------------- |
| Chi                            | Satomi Kōrogi        | Barbara Sacchelli    |
| Yohei                          | Etsuko Kozakura      | Ilaria Giorgino      |
| Papà                           | Hidenobu Kiuchi      | Gabriele Trentalance |
| Mamma                          | Noriko Hidaka        | Claudia Scarpa       |
| Nerone                         |                      | Emiliano Reggente    |
| Proprietaria dell'appartamento |                      | Daniela Debolini     |
| Vicina                         |                      | Francesca Cibei      |

#### Sigle
Apertura
1. Ouchi ga ichiban di Satomi Kōrogi

La sigla italiana Casa dolce casa è stata realizzata da: Carlo Cavazzoni e Valentina Marini (testo), Masumi Ito (musica), ed è cantata da Barbara Sacchelli ovvero la doppiatrice della protagonista.